# 602
سنة602 م

## أحداث
- بداية الحرب الساسانية-البيزنطية 602-628 في 602 والتي انتهت في 628.
- قتل الأمبراطور البيزنطي موريس .

## مواليد
- معاوية بن أبي سفيان
- حريث بن محفض التميمي شاعر مخضرم.
- أبو ليلى بن فدكي من قادة المسلمين في فتوح العراق.
- تشيونتسانغ
- أدالوالد ملك اللومبارد

## وفيات
- موريس